# 細絲亮背鯰
細絲亮背鯰，為輻鰭魚綱鯰形目鯰科的其中一種，為熱帶淡水魚，分布於亞洲泰國至印尼淡水流域，體長可達50公分，棲息在溪流、湖泊或泛濫區底中層水域，以蝦、魚類等為食，生活習性不明，可做為食用魚。

## 扩展阅读
維基物種上的相關：細絲亮背鯰